# DNS-polimeráz β
A DNS-polimeráz β, más néven POLB az eukariótákban jelenlévő enzim, melyet a POLB gén kódol.

## Funkció
Eukarióta sejtekben a DNS-polimeráz β báziseltávolításos javítást (BER) végez a DNS fenntartásához, replikációjához, a rekombinációhoz és a gyógyszer-rezisztenciához.
Az emlőssejtek mitokondriális DNS-ét állandóan támadják a reaktív oxigénszármazékok, melyek a sejtlégzés során keletkeznek. Az emlőssejtek mitokondriumai hatékony báziseltávolításos javító rendszert használnak, benne a POLB-vel, mely néhány gyakori DNS-oxidációs károsodást megakadályoz. Így a POLB fontos a mitokondriális genom stabilitásában.
A DNS-replikáció hűségének fiatal és idős egerekben végzett elemzése alapján az öregedés nem okoz jelentős eltérést a POLB általi DNS-szintézisben. Ez fontos bizonyíték volt az öregedés hiba-katasztrófa-elmélete ellen.

### Báziseltávolításos javítás
Cabelof et al. megmérték a BER általi DNS-javítás sebességét fiatal (4 hónapos) és idős (2 éves) egerekben. A vizsgált szövetekben (agy, máj, lép, herék) a DNS-javítási képesség a korral jelentősen csökkent a DNS-polimeráz β fehérje és mRNS szintjének csökkenése miatt. Számos vizsgálat növekvő mennyiségű DNS-károsodásról számolt be, különösen az agyban és a májban. Ezenkívül feltételezték, hogy a BER javítási alkalmatlansága a gyakori DNS-károsodás-növekedést magyarázhatja.

### Fapy•dG
Az N6-(2-dezoxi-α,β-
d-eritro-pentofuranozil)-2,6-diamino-4-hidroxi-5-formamidopirimidin (Fapy•dG) gyakori köztitermékből keletkezik a jól ismert 8-oxoguanozinhoz hasonló mennyiségben, és gyakran okoz G→T vagy G→A transzverziókat. A Pol β a TMP-t a dCMP-nél vagy dAMP-nél kevésbé hatékonyan illeszti be, és kinetikai elemzések alapján a Fapy•dGTP gyenge szubsztrát, azonban mintegy 3-szor hatékonyabban kerül dA-val, mint dC-vel szembe. Az erről való bővítés nem hatásos, mivel rosszul helyezkedik el a katalízishez. Így feltehetően a Fapy•dG mutagén átugrása nem a Fapy•dGTP, hanem a lézió mutagén hatásának oka. A Pol β azonban szubsztrátként fel tudja használni a Fapy•dGTP-t.
A Fapy•dG–dC Watson–Crick-bázispár a dG–dC bázispárhoz hasonló hidrogénkötéshosszal. Csak a β-anomert észlelték Gao et al.

## Expressziószabályzás
A DNS-polimeráz β a genomintegritást báziseltávolításos javítással tartja fenn. A POLB-mRNS túlexpressziója összefügg számos rákkal, míg hiánya alkiláló ágensekre való hiperszenzitivitást, indukált apoptózist és kromoszómatörést okoz. Így fontos a POLB-expresszió szigorú szabályzása.
A POLB-gént erősíti a CREB1 transzkripciós faktor cAMP-válaszelemhez (CRE) kötése, mely a POLB promoterére kerül alkilálószerek hatására. A POLB expresszióját poszttranszkripciósan a POLB mRNS 3'-UTR-énél lévő 3 tőkörszerkezet is befolyásolja. E három szerkezet az M1, az M2 és az M3, és az M2 és az M3 fontosak a génszabályzásban. Az M3 hozzájárul a génexpresszióhoz, mivel tartalmazza a poliadenilációs jelet, melyet a bontási és poliadenilációs hely követ, a pre-mRNS-feldolgozáshoz járulva. Az M2 evolúciósan állandósult, és a mutagenezis révén RNS-destabilizáló elem.
E cisz-szabályzóelemek mellett egy transz-aktív fehérje, a HAX1 is hozzájárul a génexpresszióhoz. Háromhibrides élesztőassay-k alapján e fehérje a 3'UTR-hez köt a POLB-mRNS-ben, azonban ennek pontos mechanizmusa a szabályzásban ismeretlen.
Két transzlációszupresszor régió található a humán POLB-mRNS-ben, ezek a TSR-1, mely az Arg-4-et kódoló CGG kodonnál van, valamint a TSR-2, mely a 153. és a 199. kodon közt vannak.

## Kölcsönhatások
A DNS-polimeráz β kölcsönhat a PNKP-vel és az XRCC1-gyel.
A fehérjekináz C in vitro képes a DNS-polimeráz β inaktiválására.

## Fordítás
Ez a szócikk részben vagy egészben  a   DNA polymerase beta című angol Wikipédia-szócikk ezen változatának fordításán alapul.  Az eredeti cikk szerkesztőit annak laptörténete sorolja fel. Ez a jelzés csupán a megfogalmazás eredetét és a szerzői jogokat jelzi, nem szolgál a cikkben szereplő információk forrásmegjelöléseként.